# 80-я морская стрелковая бригада
80-я морская стрелковая бригада — воинское соединение морской пехоты СССР в Великой Отечественной войне, сформированное из моряков Черноморского флота.

## История
Сформирована с 05.11.1941 по 14.12.1941 года в Северо-Кавказском военном округе из моряков Черноморского флота (участники обороны Одессы, моряки с линкора Парижская Коммуна, крейсеров Червона Украина, Красный Кавказ, других кораблей, курсантов военно-морских учебных заведений.
17.01.1942 года бригада прибыла на участок Кемской оперативной группы Карельского фронта, 09.02.1942 года вышла на передовую, заняла участок обороны в районе озера Большое Лаги-ярви, протяжённостью 15 километров. С 01 по 04.04.1942 года бригада была заменена 67-й морской стрелковой бригадой, отведена с переднего края обороны во второй эшелон
C 01.05.1942 года после перегруппировки принимает участие в наступлении, проводимом в рамках Кестеньгской операции. Понесла большие потери и отошла на прежние рубежи. Артиллерия бригады принимала участие в операции с её начала, будучи приданной 67-й морской стрелковой бригадой.
В дальнейшем находилась в обороне, 20.02.1943 года переведена с Кестеньгского направления на Масельгское, 20.02.1944 на её базе сформирована 176-я стрелковая дивизия.

## Подчинение
80-я отдельная морская стрелковая бригада
- Карельский фронт, Кемская оперативная группа — c 17.01.1942 года
- Карельский фронт, фронтовое подчинение — на 01.04.1942 года
- Карельский фронт, 26-я армия — на 01.07.1942 года
- Карельский фронт, 32-я армия — с 20.02.1943 года

## Состав
- 3 отдельных стрелковых батальона;
- отдельный артиллерийский дивизион полковых пушек (8 76-мм);
- отдельный противотанковый батальон (12 57-мм);
- отдельный миномётный дивизион (16 82-мм и 8 122-мм миномётов);
- отдельная рота автоматчиков;
- разведывательная рота;
- рота противотанковых ружей;
- взвод ПВО;
- отдельный батальон связи;
- сапёрная рота;
- автомобильная рота;
- медико-санитарная рота.

## Командиры
- Карандасов Пётр Лукьянович (03.11.1941 — 01.04.1942), капитан 2 ранга
- Любимов Сергей Яковлевич (с 13.05.1942), полковник
- Алексеев, Константин Алексеевич (с 23.05.1942)
- Цыганков, Никифор Фомич (с 14.12.1943)